# Эмили в Париже
«Эмили в Париже» (англ. Emily in Paris) —  американо-французский комедийно-драматический веб-сериал, разработанный Дарреном Старом для Netflix. Он повествует об истории переезда молодой американки Эмили Купер в Париж, где она должна представить американскую точку зрения по продвижению предметов роскоши клиентам французской маркетинговой фирмы. Главную роль исполнила Лили Коллинз. Также в сериале сыграли Филиппин Леруа-Больё, Эшли Пак, Лукас Браво, Сэмюэл Арнольд, Бруно Гуэри, Камилль Раза, Уильям Абади и Люсьен Лависконт.
Спродюсированный компанией MTV Entertainment Studios и первоначально созданный для Paramount Network, где в сентябре 2018 года был получен прямой заказ проекта, в июле 2020 года сериал был перенесён на Netflix. Съёмки прошли в Иль-де-Франс, преимущественно в Париже и его пригородах, и начались в августе 2019 года.
Премьера первого сезона состоялась 2 октября 2020 года на Netflix. 11 ноября 2020 года Netflix подтвердил продление проекта на второй сезон. Производство началось в мае 2021 года, а 22 декабря 2021 продолжение вышло в свет. В январе 2022 года сериал был продлён на третий и четвёртый сезоны. Съёмочный процесс третьего сезона начался в начале июня, а релиз состоялся 21 декабря 2022 года.
15 августа 2024 года на платформе Netflix состоялась премьера 4-го сезона сериала.
Первый сезон получил положительные отзывы в США, но подвергся критике во Франции, поскольку многие французские критики осудили шоу за негативное стереотипное представление о парижанах и французах. Сериал критикуется за стереотипность и поверхностность в изображении Парижа, в то же время президент Франции Эмманюэль Макрон заявил в интервью после окончания 4-го сезона, что «Эмили в Париже» хорошо влияет на привлекательный образ Франции как страны.

## Сюжет
Эмили Купер, исполнительный директор по маркетингу из Чикаго, неожиданно получает предложение отправиться в Париж вместо своей начальницы. Девушка принимает предложение и отправляется в командировку в Париж на один год. Очарованная атмосферой французской столицы, Эмили начинает вести блог, где рассказывает о своей новой жизни. На новом месте у героини не всё складывается гладко: языковой барьер, одиночество, снобизм французов по отношению к иностранцам. На протяжении всего сериала Эмили пытается влиться в новый коллектив, проникнуться местной культурой, найти друзей и наладить личную жизнь.

## В ролях
= Главная роль в сезоне
     = Второстепенная роль в сезоне
     = Гостевая роль в сезоне
     = Не появляется

### Основной состав
| Лили Коллинз         | Эмили Купер    | 10 | 10 | 10 | 10 | 40 |
| Филиппин Леруа-Больё | Сильви Грато   | 10 | 10 | 10 | 10 | 40 |
| Эшли Пак             | Минди Чен      | 10 | 10 | 10 | 10 | 40 |
| Лукас Браво          | Габриэль       | 10 | 10 | 9  | 10 | 39 |
| Сэмюэл Арнольд       | Жюльен         | 10 | 10 | 10 | 10 | 40 |
| Бруно Гуэри          | Люк            | 10 | 10 | 10 | 10 | 40 |
| Камилль Раза         | Камилль        | 7  | 9  | 8  | 9  | 33 |
| Уильям Абади         | Антуан Ламбер  | 5  | 5  | 4  | 4  | 18 |
| Люсьен Лависконт     | Алфи           |    | 7  | 8  | 4  | 19 |
| Всего эпизодов       | Всего эпизодов | 10 | 10 | 10 | 10 | 40 |

- Эмили Купер — 29-летняя девушка, которая переезжает из Чикаго в Париж для временной работы по стратегии социальных сетей в «Savoir».
- Сильви Грато — начальница Эмили во французском офисе компании «Savoir», любовница Антуана.
- Минди Чен — первая подруга Эмили во Франции. Бывшая няня, начинающая певица и наследница сингапурского бизнес-магната.
- Габриэль — сосед и любовный интерес Эмили, живёт этажом ниже. Работает главным шеф-поваром в ресторане «Chez Lavaux», парень Камилль.
- Жюльен — молодой коллега Эмили во французском офисе, образующий забавный дуэт с Люком.
- Люк — причудливый французский коллега Эмили.
- Камилль — французская подруга Эмили, девушка Габриэля.
- Антуан Ламбер — французский клиент Эмили, владелец парфюмерной компании «Maison Lavaux». Имеет давний роман с Сильви.
- Алфи — лондонский банкир, любовный интерес Эмили. Не желает погружаться во французскую культуру.

### Второстепенный состав
| Кейт Уолш         | Мэделин Уилер        | 2  | 3  | 3  | 8  |
| Жан-Кристоф Буве  | Пьер Кадо            | 3  | 4  | 3  | 10 |
| Чарльз Мартинс    | Матьё Кадо           | 3  | 3  |    | 6  |
| Селин Менвиль     | Жаклин               | 1  | 4  |    | 5  |
| Джереми О. Харрис | Грегори Эллиот Дюпри |    | 2  | 2  | 4  |
| Кевин Диас        | Бенуа                |    | 6  | 6  | 12 |
| Цзинь Сюань Мао   | Этьен                |    | 5  | 2  | 7  |
| Пол Форман        | Николя де Леон       |    |    | 6  | 6  |
| Мелия Крейлинг    | София Сидерис        |    |    | 4  | 4  |
| Всего эпизодов    | Всего эпизодов       | 10 | 10 | 10 | 30 |

- Мэделин Уилер — начальница Эмили в Чикаго, вынужденная отказаться от командировки в Париж из-за беременности.
- Пьер Кадо — известный французский дизайнер, дядя Матьё.
- Матьё Кадо — бизнесмен и племянник Пьера, ставший любовным увлечением Эмили на некоторое время.
- Жаклин — учитель Эмили по изучению французского языка.
- Грегори Эллиот Дюпри — дизайнер, соперник Пьера Кадо.
- Бенуа — любовный интерес Минди и участник её музыкальной группы.
- Этьен — участник группы Минди.
- Николя де Леон — исполнительный директор семейного конгломерата «JVMA», бывший одноклассник и любовный интерес Минди.
- София Сидерис — греческая художница, посетившая Париж для выставки в галерее Камилль.

### Приглашённые звёзды
- Брижит Макрон, супруга президента Франции Эмманнуэля Макрона, появилась в камео в финале 4-го сезона (7-я серия 2-й части). По сюжету Эмили делает с ней селфи. После выхода фильма президент сказал в интервью журналу Variety, что гордится женой, а сама она была счастлива принять участие в съёмках[11]. Первая леди Франции в качестве персонажа уже фигурировала в сериале: в 3-м эпизоде 1-го сезона Карла Бруни отправляет фотографию Эмили ей в Елисейский дворец.
- Чарли Фуке — Катрин Ламбер, жена Антуана.
- Эдит Ле Мерди — консьержка в доме, где проживает Эмили.
- Камилла Жапи — Луиза, мать Камилль.
- Кристоф Гибе — Жерар, отец Камилль.
- Виктор Мотеле — Тимоти, младший брат Камилль.
- Ханаэ Клорек Байли и Титуан Клорек Байли — Сибиль и Лоран Дюпон, двое детей, которых нянчит Минди.
- Арно Виар — Поль Броссар, владелец компании «Savoir».
- Роу Хартэмпф — Даг, бывший парень Эмили из Чикаго.
- Клод Перрон — Патрисия, сотрудница «Savoir».
- Эйон Бэйли — Рэнди Зиммер, известный владелец отеля.
- Александра Йермак — Клара, представительница «Hästens», шведского производителя люксовых кроватей.
- Жюльен Флореансиг — Томас, профессор философии и французский сноб.
- Карлсон Янг — Бруклин Кларк, молодая и известная американская актриса.
- Элизабет Тан — Ли, лучшая подруга Минди.
- Дэвид Прат — Тео, старший брат Камилль.
- Фэйт Принс — Джудит Робертсон, член американских друзей Лувра.
- Исайя Ходжес и Кристоф Тек — «Grey Space», дуэт авангардных дизайнеров.
- Арно Бинар — Лоран Грато, муж Сильви.
- Дарья Панченко — Петра, девушка из класса Эмили по французскому языку.
- Сёрен Брегендаль — Эрик де Гроот, фотограф и любовный интерес Сильви.
- Эллен фон Унверт — в роли самой себя, нанята фотографом для фотосессии Пьера Кадо.
- Джулиан Лооман — Герхард, агент Эллен фон Унверт и потенциальный любовный интерес Жюльена.
- Элис Реверенд — Натали, бармен в ресторане «Chez Lavaux».
- Лукас Ивула — Рафаэль, новый су-шеф в ресторане Габриэля.

## Сезоны
| Сезон | Сезон | Эпизоды | Оригинальная дата показа | Оригинальная дата показа |
| Сезон | Сезон | Эпизоды | Премьера сезона          | Финал сезона             |
| ----- | ----- | ------- | ------------------------ | ------------------------ |
|       | 1     | 10      | 2 октября 2020           | 2 октября 2020           |
|       | 2     | 10      | 22 декабря 2021          | 22 декабря 2021          |
|       | 3     | 10      | 21 декабря 2022          | 21 декабря 2022          |
|       | 4     | 10      | 15 августа 2024          | 12 сентября 2024         |

## Эпизоды

### Сезон 1 (2020)
| № общий | № в сезоне | Название                                                       | Режиссёр       | Автор сценария           | Дата премьеры  |
| --- | ---------- | -------------------------------------------------------------- | -------------- | ------------------------ | -------------- |
| 1 | 1          | «Эмили в Париже» «Emily in Paris»                              | Эндрю Флеминг  | Даррен Стар              | 2 октября 2020 |
| Эмили Купер — амбициозная и самоуверенная молодая американка, которая устраивается на работу в модной индустрии в Париже и привносит американский дух и идеи в свой новый офис. Однако французы оказываются не готовы к напору девушки, а перед героиней встаёт языковая преграда.                                         |            |                                                                |                |                          |                |
| 2 | 2          | «Мужское — женское» «Masculin Féminin»                         | Эндрю Флеминг  | Даррен Стар              | 2 октября 2020 |
| Эмили впервые исследует тонкости французской любви, когда её энтузиазм на рабочей вечеринке впечатляет кокетливого и женатого клиента. |            |                                                                |                |                          |                |
| 3 | 3          | «Сексуально или сексизм» «Sexy or Sexist»                      | Эндрю Флеминг  | Даррен Стар              | 2 октября 2020 |
| На Эмили сваливается всё сразу: в её крошечной квартире ломается сантехника, а мастер не приходит слишком долго; уроки французского даются девушке с трудом; несговорчивые коллеги начинают вставлять палки в колёса. |            |                                                                |                |                          |                |
| 4 | 4          | «Поцелуй — это лишь поцелуй» «A Kiss Is Just A Kiss»           | Зои Кассаветис | Кайла Элперт             | 2 октября 2020 |
| Эмили постепенно обзаводится новыми друзьями, и приятное новое знакомство оказывается очень перспективным — благодаря ему девушка может заполучить крупного и важного клиента. |            |                                                                |                |                          |                |
| 5 | 5          | «Ложные друзья» «Faux Amis»                                    | Зои Кассаветис | Али Уоллер и Джо Мерфи   | 2 октября 2020 |
| Внезапно для себя Эмили обнаруживает, что прирост количества подписчиков в соцсетях открыл ей многие двери в Париже. На личном фронте у неё назревают перемены, когда обычная вечеринка с друзьями превращается в свидание.                                                                                                |            |                                                                |                |                          |                |
| 6 | 6          | «Безвкусица» «Ringarde»                                        | Эндрю Флеминг  | Мэтт Уитакер             | 2 октября 2020 |
| Эмили участвует в важнейшей встрече с легендарным брендом, который может открыть новые перспективы для карьеры. Однако презентация выходит из-под контроля, когда на поверхность всплывает ошибка, способная изменить всё. После трудного рабочего дня Эмили удаётся найти утешение в компании очаровательного профессора. |            |                                                                |                |                          |                |
| 7 | 7          | «Французский финал» «French Ending»                            | Эндрю Флеминг  | Эмили Голдвин и Сара Чой | 2 октября 2020 |
| Эмили соглашается сопровождать американскую актрису на шикарном мероприятии. Вскоре происходит череда неприятностей, и Эмили вынуждена принять сложное решение, чтобы справиться со своей работой и не подвести порученную ей знаменитость.                                                                                |            |                                                                |                |                          |                |
| 8 | 8          | «Дело семейное» «Family Affair»                                | Эндрю Флеминг  | Грант Слосс              | 2 октября 2020 |
| Эмили отправляется на выходные в загородный замок новой подруги, где её поджидают непредвиденные обстоятельства. Минди идёт на встречу со старыми друзьями, но даже не предполагает, чем может закончиться этот вечер. |            |                                                                |                |                          |                |
| 9 | 9          | «Американский аукцион в Париже» «An American Auction in Paris» | Питер Лоэр     | Элисон Браун             | 2 октября 2020 |
| Благотворительный вечер, платье в подарок и авангардный дуэт дизайнеров застают Эмили врасплох. Ситуация обостряется, когда на неё обращает внимание наследник великого модельера. |            |                                                                |                |                          |                |
| 10 | 10         | «Отмена кутюра» «Cancel Couture»                               | Питер Лоэр     | Грант Слосс              | 2 октября 2020 |
| Наступает неделя моды, но Эмили быстро терпит фиаско и оказывается на грани того, чтобы лишиться работы. Необходимо придумать новый план до того, как последствия её действий окажутся необратимы. В то же время она готовится попрощаться с хорошим другом.                                                               |            |                                                                |                |                          |                |

### Сезон 2 (2021)
| № общий | № в сезоне | Название                                                                                  | Режиссёр           | Автор сценария | Дата премьеры   |
| --- | ---------- | ----------------------------------------------------------------------------------------- | ------------------ | -------------- | --------------- |
| 11 | 1          | «Ты переспишь со мной?» «Voulez-Vous Coucher Avec Moi?»                                   | Эндрю Флеминг      | Даррен Стар    | 22 декабря 2021 |
| Хотя и испытывая чувство вины после нечаянного столкновения с Габриэлем, Эмили решает продолжить романтический отдых, несмотря ни на что. Новая работа Минди оказывается полной неожиданностью, что приводит девушку в замешательство.                                                                     |            |                                                                                           |                    |                |                 |
| 12 | 2          | «Вы знаете дорогу в Сен-Тропе?» «Do You Know the Way to St. Tropez?»                      | Эндрю Флеминг      | Грант Слосс    | 22 декабря 2021 |
| В итоге Эмили оказывается в Сен-Тропе совсем одна и вынуждена наслаждаться отдыхом в полном одиночестве. Кажется, на рефлексию у неё совсем немного времени: узнав о проблеме подруги, к ней уже спешит группа поддержки, чтобы отвлечь от тяжёлых мыслей.                                                 |            |                                                                                           |                    |                |                 |
| 13 | 3          | «С днём рождения!» «Bon Anniversaire!»                                                    | Эндрю Флеминг      | Элисон Браун   | 22 декабря 2021 |
| Эмили планирует устроить торжественный ужин в честь своего дня рождения, и в ходе подготовки идёт в хаммам с подругами Камилль. Габриэль хочет помочь Эмили составить меню, и она позволяет ему это сделать.                                                                                               |            |                                                                                           |                    |                |                 |
| 14 | 4          | «Жюль и Эм» «Jules and Em»                                                                | Питер Лоэр         | Джо Мерфи      | 22 декабря 2021 |
| Когда личные драмы Эмили начинают сказываться на её работе, девушка понимает, что наступила пора сфокусироваться на изучении французского языка. Минди готовится к уличному выступлению и сталкивается с новыми трудностями.                                                                               |            |                                                                                           |                    |                |                 |
| 15 | 5          | «Англичанин в Париже» «An Englishman in Paris»                                            | Катина Медина Мора | Сара Чой       | 22 декабря 2021 |
| Поставив перед собой цель улучшить свой французский, Эмили просит однокурсника Алфи попрактиковаться вместе с ней. Параллельно она работает над открытием ресторана Габриэля, пытается навести порядок в отношениях с Камилль и организует вечеринку.                                                      |            |                                                                                           |                    |                |                 |
| 16 | 6          | «Точка кипения» «Boiling Point»                                                           | Катина Медина Мора | Элисон Браун   | 22 декабря 2021 |
| Ресторан Габриэля наконец открывается, но во время праздничной вечеринки возникает напряжение. Эмили уверена, что Алфи ошибается в своём мнении о её одежде и взглядах на жизнь. Сильви становится музой для незнакомого фотографа.                                                                        |            |                                                                                           |                    |                |                 |
| 17 | 7          | «Повар, воровка, её игнорщик и его любовь» «The Cook, the Thief, Her Ghost and His Lover» | Дженнифер Арнольд  | Джо Мерфи      | 22 декабря 2021 |
| У компании «Savoir» появляется новый перспективный клиент из США, однако Сильви он ужасно не нравится. Эмили и Алфи находят взаимопонимание, но и тут не обошлось без неловких ситуаций. Отношения между Минди и Бенуа выходят на новый уровень, но девушка пока не открывает все свои секреты.            |            |                                                                                           |                    |                |                 |
| 18 | 8          | «Проблемы в Шампани» «Champagne Problems»                                                 | Дженнифер Арнольд  | Даррен Стар    | 22 декабря 2021 |
| Эмили, Алфи и Габриэль продолжают общаться между собой, но, кажется, это ещё сильнее запутывает каждого в своих чувствах. Сильви и Эрик всё больше сближаются. Но, если Эрик готов быть откровенен публично, у Сильви с этим проблемы. Съёмка в Шампани прерывается неприятным инцидентом.                 |            |                                                                                           |                    |                |                 |
| 19 | 9          | «Парфюмы и чувствительность» «Scents & Sensibility»                                       | Эндрю Флеминг      | Сара Чой       | 22 декабря 2021 |
| Эмили решается пригласить Алфи на свидание туда, где они не встретят Габриэля. Раскрытая тайна грозит разрушить новые отношения Минди. Американская начальница Эмили скрупулёзно изучает финансовые документы, и это заставляет Сильви нервничать. Алфи пытается понять, что было между Эмили и Габриэлем. |            |                                                                                           |                    |                |                 |
| 20 | 10         | «Французская революция» «French Revolution»                                               | Эндрю Флеминг      | Грант Слосс    | 22 декабря 2021 |
| Мэделин решает внести кадровые перестановки. Алфи собирается уехать, но хочет по-прежнему видеться с Эмили. Пьер и Грегори находят общий язык на модном показе в Версале, а Эмили необходимо принять важное решение о будущей жизни в Париже.                                                              |            |                                                                                           |                    |                |                 |

### Сезон 3 (2022)
| № общий | № в сезоне | Название                                                                      | Режиссёр           | Автор сценария | Дата премьеры   |
| --- | ---------- | ----------------------------------------------------------------------------- | ------------------ | -------------- | --------------- |
| 21 | 1          | «У меня две любви» «J'ai Deux Amours (I Have Two Lovers)»                     | Эндрю Флеминг      | Грант Слосс    | 21 декабря 2022 |
| Эмили уже год живёт во Франции, но проблем у девушки меньше не стало. Она должна принять ряд важных решений, однако сил хватает только на одно — сменить причёску. Вот только новый образ совсем не помогает внести ясность в ту неразбериху, которая творится в личной жизни и карьере Эмили Купер. |            |                                                                               |                    |                |                 |
| 22 | 2          | «О чём всё это…» «What It’s All About…»                                       | Эндрю Флеминг      | Элисон Браун   | 21 декабря 2022 |
| Компания «Savoir» стремительно погружается в невообразимый хаос. Эмили нужна помощь, чтобы разобраться со всем этим, и она обращается к своему бывшему коллеге. Но идея с роскошным вечером, который должен был разрядить обстановку, почти сразу терпит крах.                                       |            |                                                                               |                    |                |                 |
| 23 | 3          | «Голубиный переворот» «Coo D’état»                                            | Эндрю Флеминг      | Джо Мерфи      | 21 декабря 2022 |
| Сильви не жалеет сил, чтобы вернуть прежнее офисное помещение и применяет своё главное оружие — обаяние. Условия работы в «Savoir» становятся хуже, чем можно было ожидать. Минди отваживается на очень рискованный поступок, а Эмили должна решить, как ей быть дальше.                             |            |                                                                               |                    |                |                 |
| 24 | 4          | «В прямом эфире из Парижа — Эмили Купер» «Live from Paris, It's Emily Cooper» | Эрин Эрлих         | Сара Чой       | 21 декабря 2022 |
| Безработная Эмили выполняет план по посещению туристических мест города, пока не устраивается на временную работу официантки в ресторан Габриэля, где неудачно проверяет свои языковые навыки. Общение Камилль и таинственной художницы становится более близким.                                    |            |                                                                               |                    |                |                 |
| 25 | 5          | «О-ля-ла-лист» «Ooo La La Liste»                                              | Эрин Эрлих         | Робин Шифф     | 21 декабря 2022 |
| Сильви очень важно попадание в рейтинг, поэтому Эмили подключает все связи, чтобы ей помочь, но неожиданно она сама оказывается в центре внимания. Минди сталкивается со своим старым знакомым, причём очень влиятельным. На вечеринке Алфи, Эмили узнаёт секрет, о котором лучше бы не знала.       |            |                                                                               |                    |                |                 |
| 26 | 6          | «Экс-ан-Прованс» «Ex-en-Provence»                                             | Питер Лоэр         | Лиз Эней       | 21 декабря 2022 |
| В рамках рабочего проекта Эмили вместе с коллегами отправляется в Прованс на роскошное мероприятие, где царит уникальная атмосфера: поля ароматной лаванды, старинный замок, изысканный ужин… и неожиданная встреча, которая разожжёт искру романтики.                                               |            |                                                                               |                    |                |                 |
| 27 | 7          | «Как потерять дизайнера за 10 дней» «How to Lose a Designer in 10 Days»       | Катина Медина Мора | Джо Мерфи      | 21 декабря 2022 |
| Агентство «Grateau» сталкивается с неожиданной проблемой. По вине эксцентричного модельера на компанию обрушиваются потоки драмы, которая не идёт на пользу бизнесу. Минди получает странное приглашение, после чего обращается за помощью к Габриэлю и Эмили.                                       |            |                                                                               |                    |                |                 |
| 28 | 8          | «Жертва моды» «Fashion Victim»                                                | Катина Медина Мора | Элисон Браун   | 21 декабря 2022 |
| Пьер работает над открытием своего магазина, но ситуация становится непредсказуемой. Вокруг дизайнера и его проекта начинают курсировать странные слухи. Сильви решает подключить старые связи, а Эмили активно поддерживает угрюмого Габриэля.                                                      |            |                                                                               |                    |                |                 |
| 29 | 9          | «Любовь витает в воздухе» «Love Is in the Air»                                | Эндрю Флеминг      | Грант Слосс    | 21 декабря 2022 |
| Эмили одолевают сомнения по поводу отношений с Алфи. Она так глубоко погрязла в неуверенности, что не заметила, как ступила на опасную территорию, общаясь с парнем Минди. Габриэль принимает решение максимально сосредоточиться на собственном будущем.                                            |            |                                                                               |                    |                |                 |
| 30 | 10         | «Шарада» «Charade»                                                            | Эндрю Флеминг      | Даррен Стар    | 21 декабря 2022 |
| Бабушка Габриэля приезжает в Париж, чтобы помочь с рестораном. Эмили усердно помогает Габриэлю заработать мишленовскую звезду и находит неожиданного союзника. Все отправляются в Шампань на праздник, который приводит к шокирующим последствиям.                                                   |            |                                                                               |                    |                |                 |

### Сезон 4 (2024)
| № в сериале | № в сезоне | Название                                                | Режиссёр      | Автор сценария                   | Дата премьеры    |
| Часть 1     | Часть 1    | Часть 1                                                 | Часть 1       | Часть 1                          | Часть 1          |
| ----------- | ---------- | ------------------------------------------------------- | ------------- | -------------------------------- | ---------------- |
| 31          | 1          | «Точка перерыва» «Break Point»                          | Эндрю Флеминг | Грант Слосс                      | 15 августа 2024  |
| 32          | 2          | «Любовь в бегах» «Love on the Run»                      | Эндрю Флеминг | Элисон Браун                     | 15 августа 2024  |
| 33          | 3          | «Маскарад» «Masquerade»                                 | Эндрю Флеминг | Джо Мерфи                        | 15 августа 2024  |
| 34          | 4          | «Серая зона» «The Grey Area»                            | Питер Лауэр   | Джошуа Леви и Пратхи Сринаватсан | 15 августа 2024  |
| 35          | 5          | «Trompe l'oeil» «Обманчивая видимость»                  | Эрин Эрлих    | Джо Мерфи                        | 15 августа 2024  |
| Часть 2     |            |                                                         |               |                                  |                  |
| 36          | 6          | «Последнее рождество» «Last Christmas»                  | Неизвестно    | Грант Слосс                      | 12 сентября 2024 |
| 37          | 7          | «Потерянный в переводе» «Lost in Translation»           | Неизвестно    | Элисон Браун                     | 12 сентября 2024 |
| 38          | 8          | «Снова на сумасшедшей лошади» «Back on the Crazy Horse» | Неизвестно    | Джо Мерфи и Лиз Эней             | 12 сентября 2024 |
| 39          | 9          | «Римские каникулы» «Roman Holiday»                      | Неизвестно    | Грант Слосс и Робин Шифф         | 12 сентября 2024 |
| 40          | 10         | «Все дороги ведут в Рим» «All Roads Lead to Rome»       | Неизвестно    | Даррен Стар                      | 12 сентября 2024 |

## Производство

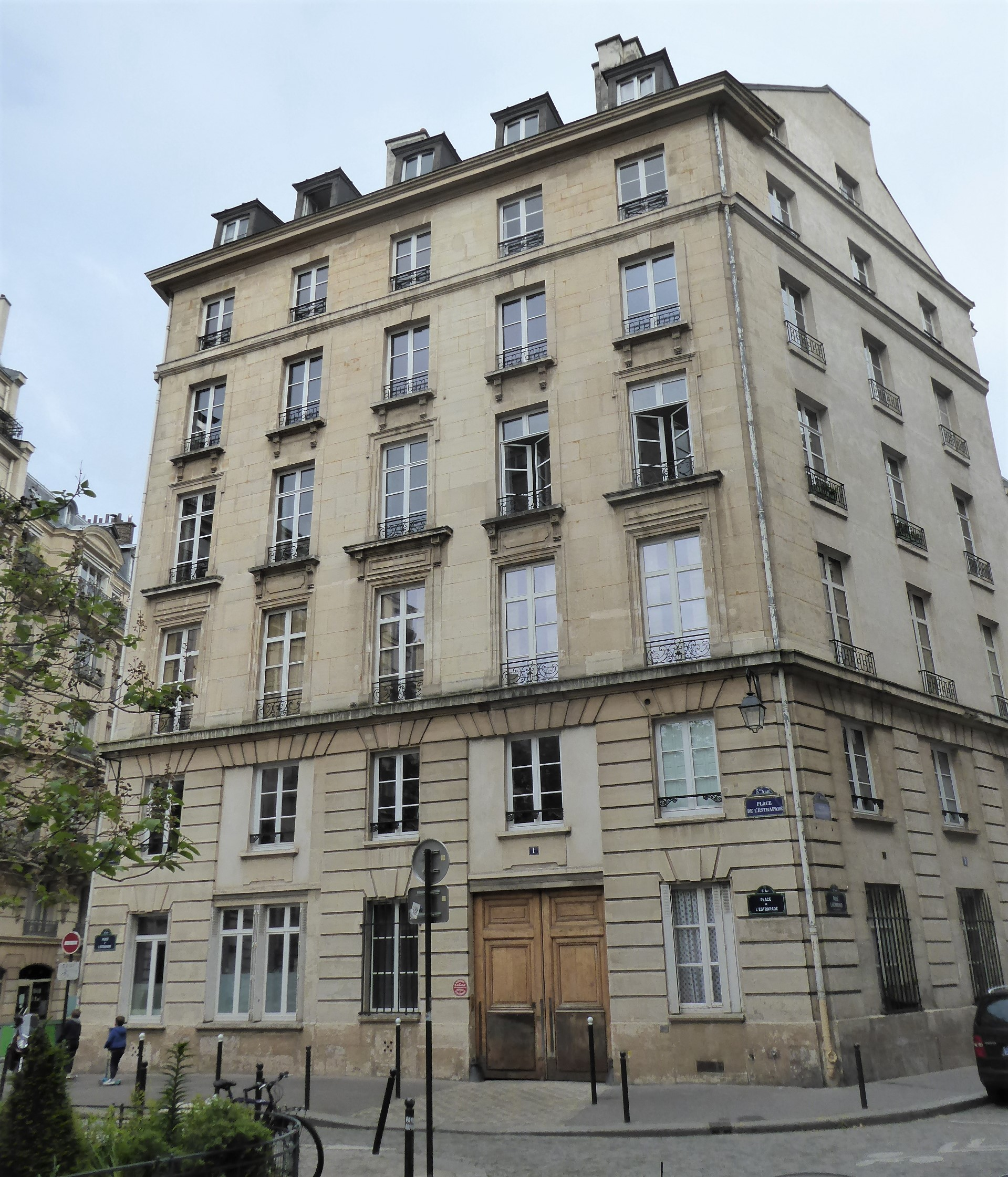
Дом на площади Эстрапад, где на пятом этаже проживает Эмили

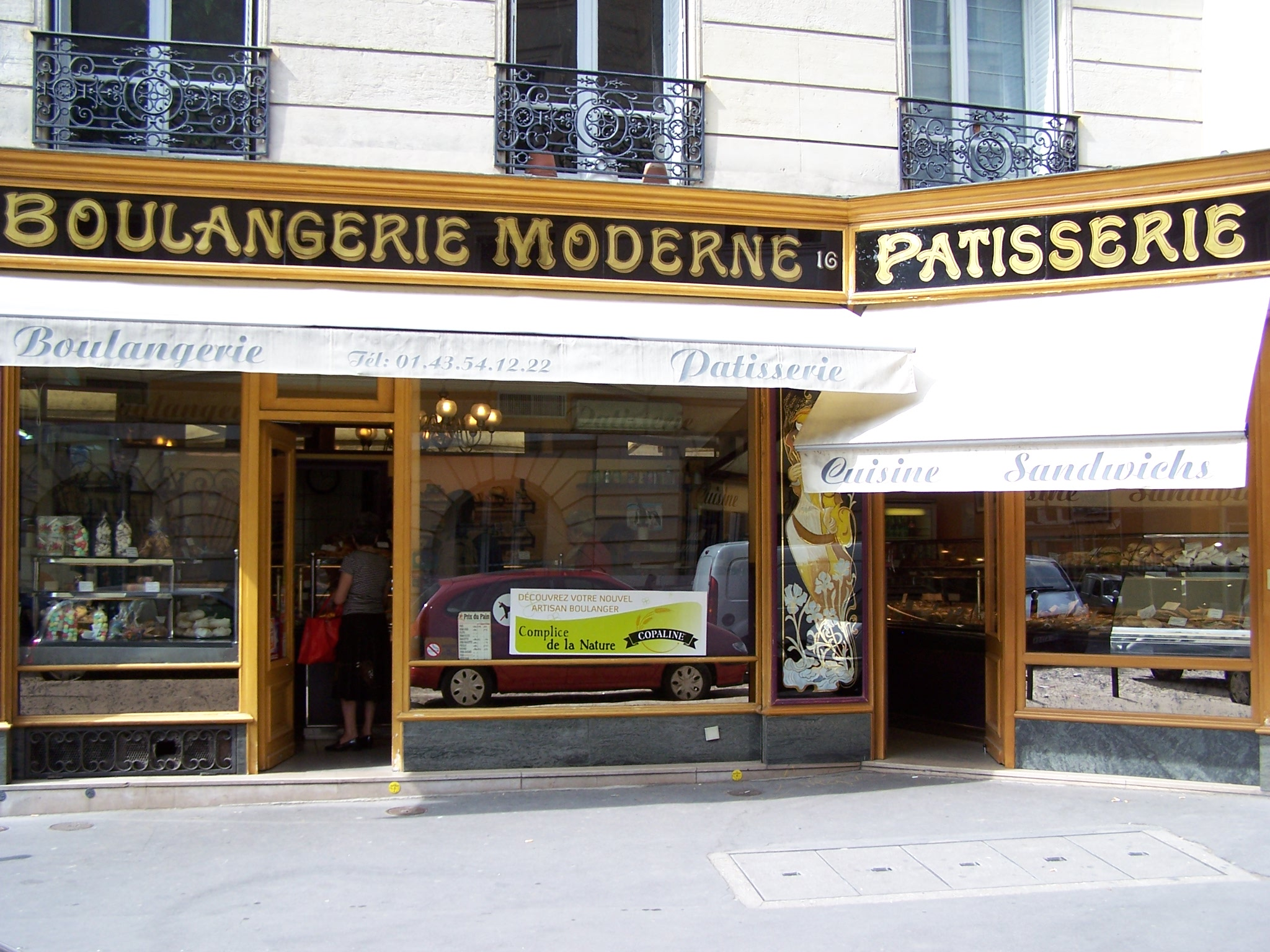
Пекарня La Boulangerie Moderne, 16 rue des Fossés-Saint-Jacques

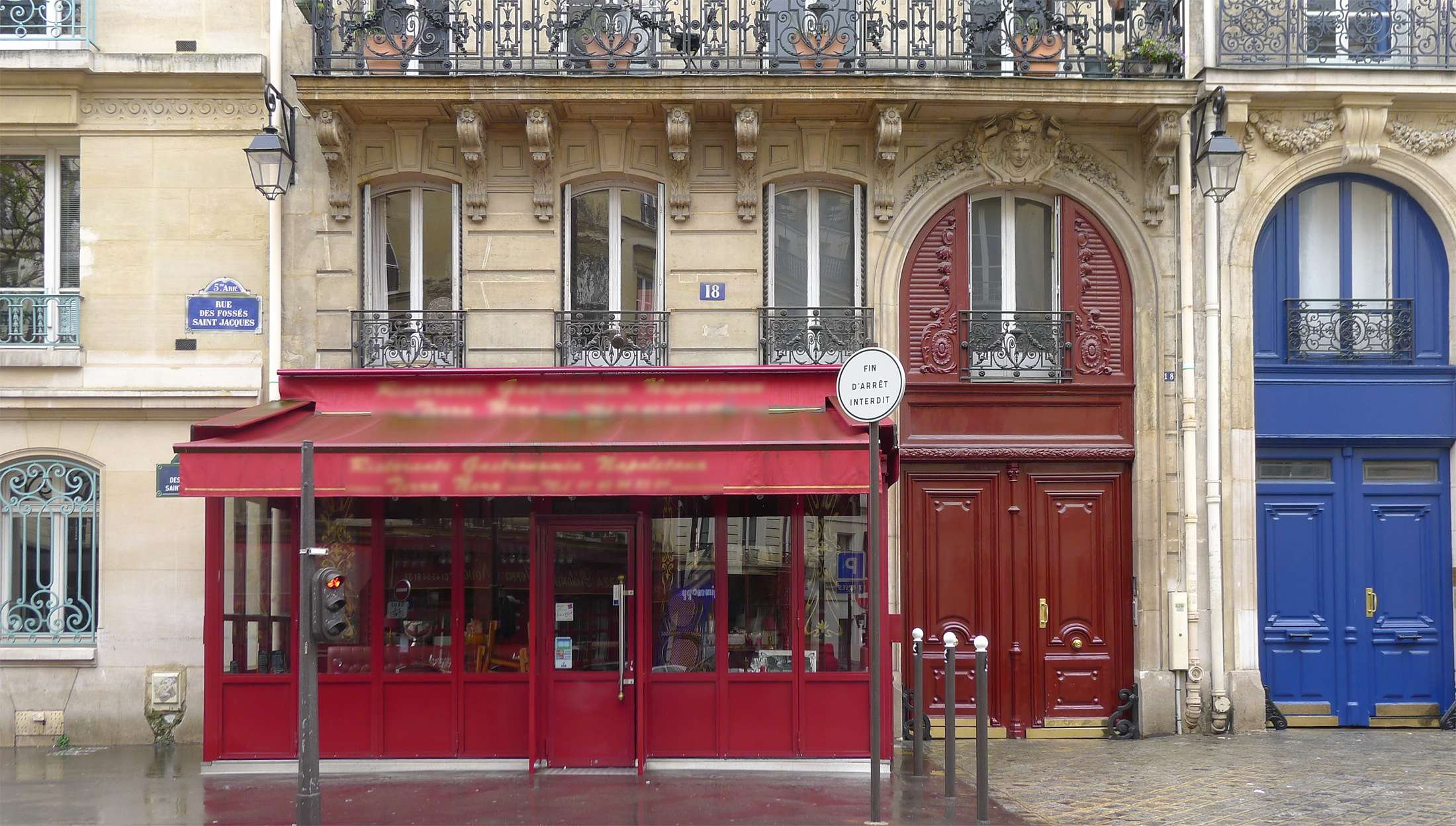
Ресторан Les Deux Compères, 18 rue des Fossés-Saint-Jacques

### Разработка
5 сентября 2018 года было объявлено, что компания Paramount Network заказала первый сезон сериала, состоящего из десяти эпизодов. Сериал был создан Дарреном Старом, который имеет многолетний общий контракт с ViacomCBS. Он разрабатывает проекты для них и для покупателей-аутсайдеров через MTV Entertainment Studios. Также ожидалось, что Стар выступит в качестве исполнительного продюсера вместе с Тони Эрнандесом. Продюсерские компании, участвующие в работе над сериалом, должны были состоять из Jax Media. 13 июля 2020 года стало известно, что права на сериал перейдут от Paramount Network компании Netflix. 11 ноября 2020 года Netflix дал зелёный свет второму сезону. 10 января 2022 года Netflix продлил сериал на третий и четвёртый сезоны.

### Кастинг
3 апреля 2019 года Лили Коллинз получила главную одноимённую роль. 13 августа 2019 года к основному составу присоединилась Эшли Пак. 19 сентября 2019 года Филиппин Леруа-Больё, Лукас Браво, Сэмюэл Арнольд, Камилль Раза и Бруно Гуэри присоединились к актёрскому составу в главных ролях, в то время как Кейт Уолш, Уильям Абади и Арно Виар были утверждены на второстепенные роли. 24 мая 2021 года Люсьен Лависконт получил повторяющуюся роль, а Абади включили в главный состав второго сезона. 10 апреля 2022 года Лависконт стал постоянным актёром третьего сезона.

### Съёмки
Съёмочный процесс первого сезона должен был стартовать в начале 2019 года в Париже и его пригородах, но начался в августе 2019 года. Художницей по костюмам стала Патриция Филд, которая ранее создавала образы Кэрри Брэдшоу в "Сексе в большом городе". Множество сцен было снято на площади Эстрапад в пятом округе, в том числе квартира Эмили, ресторан («Les Deux Compères») и пекарня («La Boulangerie Moderne»). Некоторые сцены также снимались в Cité du Cinéma, киностудии в Сен-Дени. Известные парижские достопримечательности, представленные в сериале, включают в себя: ресторан «Le Grand Véfour», мост Александра III, опера Гарнье, арт-центр «Atelier des Lumières», улица «Rue de l’Abreuvoir», Люксембургский сад, сад Пале-Рояль, Кафе де Флор и Пантеон. Один из эпизодов также был снят на территории замка Бонневаль в департаменте Эндр и Луара. Дополнительная съёмка проводилась в Чикаго в ноябре 2019 года.
К съёмкам второго сезона приступили 3 мая 2021 года и завершили 19 июля 2021. Новыми съёмочными местами стали: Парижский монетный двор, музей ярмарочного искусства, отель «Huatian Chinagora», Сен-Тропе, Версаль, Вильфранш-сюр-Мер и отель «Grand-Hôtel du Cap-Ferrat». Съёмки второго сезона в Париже вызвали проблемы в пятом округе: жители сочли съёмочную группу жестокой, угрожающей и слишком навязчивой. Лили Коллинз заявила, что действие второго сезона происходит в мире, свободном от COVID-19, поскольку продюсеры приняли решение обеспечить бегство от жестоких реалий через радость и смех, получаемые зрителями при просмотре. В сценах с участием толпы маски снимались, когда люди были в кадре, и снова надевались после завершения, что, по словам Коллинз, было трудно осуществить. Производство третьего сезона началось в начале июня 2022 года.

### Саундтрек
В октябре 2020 года композиция Эшли Пак «La Vie en Rose» в а капелла исполнении её героини Минди Чен прозвучала в шестой серии, была опубликована в интернете и дебютировала под номером один в чарте лучших телевизионных песен Billboard, на базе Tunefind. «Moon» Кида Франческоли из третьего эпизода дебютировала с четвёртой позиции, а «Burst Into Flames» от Кавале из десятого эпизода стартовала с седьмой строчки. Alter K, французский музыкальный издатель и дистрибьютор, внёс значительный вклад в саундтрек, причём половина песен была из его музыкального каталога. Джеймс Ньютон Ховард написал тематическую музыку к сериалу.

## Релиз
Первый сезон сериала вышел на стриминговой платформе Netflix 2 октября 2020 года. Премьера второго сезона состоялась 22 декабря 2021 года. DVD-релиз первого сезона был выпущен 9 ноября 2021 года. Мировая премьера третьего сезона состоялась в театре Елисейских полей в Париже 6 декабря 2022 года. Он был выпущен 21 декабря 2022 года.

## Реакция и восприятие

### Оценки критиков
Сайт-агрегатор Rotten Tomatoes сообщил, что рейтинг одобрения составляет 61 % на основе 57 отзывов, со средним баллом 5,7/10. Консенсус критиков веб-сайта гласит: «Хотя изображение Франции является тривиальным клише, Эмили в Париже — это романтическая фантастика в лучшем виде, эффектно одетая и наполненная очаровательными исполнением». Metacritic дал средневзвешенную оценку 58 из 100 на основе 18 обзоров, что указывает на «смешанные или средние отзывы». На крупнейшем сайте о кинематографе IMDb сериал имеет рейтинг 6,9 звезд из 10 возможных. Пользователи сайта крупнейшего русскоязычного интернет-сервиса о кино «Кинопоиск» сформировали рейтинг сериала в 7,3 звезд из 10. Большинство известных международных изданий дали сериалу не очень однозначную оценку.
Рейтинг одобрения второго сезона на Rotten Tomatoes составляет 61 % на основе 23 отзывов со средней оценкой 5,2/10. Согласно консенсусу критиков, «Эмили в Париже остаётся сладким суфле, но оно может вызвать зубную боль у зрителей, которые ищут чего-то более глубокого, чем легкомысленная возня». На Metacritic второй сезон получил 64 балла на основе рецензий 11 критиков, что указывает на «в целом положительные отзывы».
Третий сезон получил на Rotten Tomatoes рейтинг одобрения 50 % на основе 6 обзоров со средней оценкой 4,7/10. Metacritic поставил третьему сезону средневзвешенную оценку 53 из 100 на основе 9 обзоров, что указывает на «смешанные или средние отзывы».
Дэниел Д’Аддарио из Variety описал сериал как «удовольствие, которое ставит вопрос о том, что на самом деле значит вырасти, на действительно привлекательном фоне», и что Коллинз — «по своей сути обаятельная исполнительница, которую никогда так хорошо не использовали, как здесь». Кристен Болдуин из Entertainment Weekly поставила сериалу четвёрку и написала: «Если вам нужен пятичасовой отпуск для мозга, Париж — это то, что вам нужно». The New Zealand Herald сочла проект «визуально восхитительным» и что «у Коллинз есть очарование, которое делает её милой», но также и то, что шоу «столь же эфемерно, как сладкая вата». Кристен Лопес из IndieWire написала рецензию на Metacritic, оцененную на 23 балла из 100, похвалив Коллинз за то, что она «определённо жемчужина» и что «Эмили в Париже такая же смотрибельная и легкомысленная, как и её главная героиня», но предупредила зрителей: «Эмили в Париже — это как листать Instagram. Отличный способ потратить время на просмотр красивых картинок без глубины».
Тем не менее, не все критики были благосклонны к героине Лили Коллинз. Эмма Грей из HuffPost назвала Купер мягким персонажем, заявив: «Шоу даже не пытается испортить её или придать ей более характерную грубость соседской девушки: она всегда безукоризненно причёсана, накрашена и одета в нарочито привлекающие внимание наряды. В персонаже мало что есть, кроме огромной уверенности в себе и необъяснимой способности привлекать новых друзей и любовные интересы на каждом углу». Ребекка Николсон из The Guardian поставила сериалу одну из пяти звёзд: «Если это попытка распушить ромком для эпохи стриминга, то она падает на своих шестидюймовых каблуках». Рэйчел Хэндлер считает, что «Даррен Стар сделал это ещё раз: сосредоточил всё шоу на худой, слегка бредовой белой женщине, причудливо исследующей крупный мегаполис в дико дорогой модной одежде, купленной на среднюю зарплату».
Сара Мороз из Vulture.com считает, что «самая вопиющая оплошность… — это сама Эмили, которая не показывает личностного роста на протяжении десятисерийной арки… Бессмысленность Эмили сбивает с толку любого, кто переехал из своей родной страны».
Соня Рао из The Washington Post сравнивает Эмили с героинями вселенной Эми Шерман-Палладино: «Как и Девочки Гилмор, Эмили — волевая и не позволит чему-либо помешать её планам. Словно Мидж Мейзел, её действия могут быть довольно опрометчивыми, но она всё равно одерживает победу над вымышленными знакомыми, совершенно сбивая с толку зрителей».
Мнения некоторых критиков оказались двойственными, например, как у Джо Эллисон, пишущей для Financial Times. С одной стороны, она восхищается тем, как Даррену Стару удаётся изобразить «версию женственности, в которой распущенность, любовь к власти и шопоголизм изображаются как качества, которые следует прославлять»; с другой стороны, «основные сюжетные линии могли быть написаны в 1940-х годах, и французы обычно изображаются тщеславными, самодовольными и местническими». В заключение она сказала: «Избитый клише и полностью устаревший: Секс в большом городе Даррена Стара, несомненно, будет иметь чудовищный успех».
Рецензент Sens Critique написал: «Эмили в Париже создаёт тот же изящный, нереалистичный образ Парижа, что и фильм Амели». Радиосеть RTL.fr высказалась так: «Редко мы видели столько клише о французской столице со времён парижских эпизодов Сплетницы или конца Дьявол носит Prada».
Меган Гарбер из The Atlantic критически отнеслась к персонажу Эмили, написав: «Эмигрантка ведёт себя как туристка, она судит обо всем на фоне жестоких американских взглядов. Вы можете подумать, что эти моменты являются свидетельством того, что шоу высмеивает высокомерие главной героини, или создаёт условия для того, чтобы она развивалась дальше своего первоначального провинциализма, но вы были бы, как и я, по большей части неверны. Вместо этого вокруг неё меняются другие люди. Они неохотно признают, что её путь (резкий, стремящийся, имеющий настойчивый индивидуализм) — правильный путь. Шоу — последнее от создателя Секса в большом городе Даррена Стара — продает несколько фантазий. Главная из них — представление о том, что Эмили может проложить свой путь через Францию и прославиться за это».
Официальным партнёром сериала стали Chanel, придумав несколько образов для главной героини.Появление в сериале вещей Chanel подняло бренду продажи на 25%.

### Противоречия
Вопросы вызывают профессиональные компетенции главной героини в SMM. Например, в статье американского InStyle, посвящённой критике сериала, отмечается, что Эмили ставит неуместные хэштеги и выкладывает фотографии, которые никогда бы не смогли набрать того количества лайков, которое они набирают по сюжету. Многие французские критики осудили шоу за демонстрацию негативных стереотипов о парижанах и французах. Шарль Мартин написал в Première, что в сериале французы несправедливо стереотипированы и изображены как «ленивые люди, которые никогда не приходят в офис с самого утра… кокетливы и на самом деле не привязаны к концепции лояльности… являются сексистами и отсталыми, и имеют сомнительное отношение к принятию душа».
Второй сезон вызвал споры в Украине по поводу персонажа Петра (имя не используется в стране) с украинским происхождением, которая была изображена как мелкий магазинный вор. Хэштег «Мы не Петры» был в трендах социальных сетей на несколько часов. Министр культуры Украины Александр Ткаченко написал на платформе Telegram: «В Эмили в Париже у нас есть карикатурный образ украинки, что недопустимо. Это также оскорбительно». Он написал письмо в Netflix с жалобой на изображение Петры. По словам Ткаченко, Netflix прислал ответ, что услышал недовольство украинских зрителей, и что в 2022 году Петру покажут в другом контексте.
Шоу получило две номинации на премию «Золотой глобус», но перед церемонией стало известно, что 30 членов избирательной комиссии были доставлены в Париж, где они провели две ночи в отеле «The Peninsula Paris» и были приглашены на частный обед в музее ярмарочного искусства. Счёт, как сообщается, оплачен разработчиком сериала, Paramount Network. Это заставило некоторых критиков усомниться в беспристрастности избирательного органа, поскольку Эмили в Париже считается провалом, по мнению рецензентов, и её выдвижение стало неожиданностью. Напротив, признанные критиками проекты, особенно «Я могу уничтожить тебя», не удостоились номинаций.

### Зрительские просмотры
За неделю с 5 октября 2020 года Эмили в Париже вошла в десятку самых просматриваемых потоковых шоу по версии Nielsen. 3 мая 2021 года Netflix сообщил, что сериал посмотрели 58 миллионов зрителей в течение месяца после его дебюта. Сериал оставался в списке 10 лучших в Великобритании в течение 40 дней подряд после выхода.

### Переезд героини в Рим
В финале 4-го сезона, вышедшего в эфир в сентябре 2024 года, Эмили получает предложение о работе в Риме. По некоторым данным, действие пятого сезона будет проходить в столице Италии. По этому поводу президент Франции Эмманюэль Макрон заявил в интервью журналу Variety, что «Эмили в Париже» в Риме не имеет никакого смысла: «Мы будем бороться изо всех сил», и попросим их, чтобы действие осталось в Париже. По его мнению, сериал хорошо влияет на имидж Франции и положителен («супер позитивен») в смысле привлекательности страны. В ответ на это мэр Рима Роберто Гуальтьери написал в соцсетях «Инстаграм» и «Твиттер»: «Дорогой Эмманюэль Макрон, не волнуйся: Эмили чувствует себя хорошо в Риме. И, кроме того, сердце хочет того, чего оно хочет: дай ей выбрать», добавив, что Рим будет счастлив, если здесь начнутся съёмки, а Макрон перегибает палку.

## Награды и номинации
| Год  | Награда                                     | Категория                                                                              | Номинант(ы) | Результат |
| ---- | ------------------------------------------- | -------------------------------------------------------------------------------------- | --- | --------- |
| 2021 | Премия Гильдии художников-постановщиков США | Лучший художник-постановщик в сериале, снятом одной камерой (получасовой хронометраж)  | Анна Зейбель (за эпизод «Emily in Paris») | Номинация |
| 2021 | Премия Гильдии художников по костюмам       | Лучшие костюмы в телесериале                                                           | Патриция Филд и Марилин Фетусси (за эпизод «Faux Amis»)                                                                                                  | Номинация |
| 2021 | Выбор телевизионных критиков                | Лучшая женская роль второго плана в комедийном сериале                                 | Эшли Парк | Номинация |
| 2021 | Золотой глобус                              | Лучший телесериал — комедия или мюзикл                                                 | «Эмили в Париже» | Номинация |
| 2021 | Золотой глобус                              | Лучшая женская роль в телесериале — комедия или мюзикл                                 | Лили Коллинз | Номинация |
| 2021 | MTV Movie & TV Awards                       | Лучший сериал                                                                          | «Эмили в Париже» | Номинация |
| 2021 | MTV Movie & TV Awards                       | Лучший прорыв                                                                          | Эшли Парк | Номинация |
| 2021 | MTV Movie & TV Awards                       | Лучший поцелуй                                                                         | Лили Коллинз и Лукас Браво | Номинация |
| 2021 | MTV Movie & TV Awards                       | Лучший экранный дуэт                                                                   | Лили Коллинз и Эшли Парк | Номинация |
| 2021 | Прайм-таймовая премия Эмми                  | Лучший комедийный сериал                                                               | Эндрю Флеминг, Тони Эрнандес, Лилли Бернс, Даррен Стар, Элисон Браун, Грант Слосс, Стивен Браун, Шихан Феи, Джейк Фуллер, Лили Коллинз и Рафаэль Бенолье | Номинация |
| 2021 | Прайм-таймовая художественная премия Эмми   | Лучшая художественная постановка в современной передаче (получасовой хронометраж)      | Анна Зейбель, Жан-Ив Рабье и Кристель Мизоннёв (за эпизод «Emily in Paris»)                                                                              | Номинация |
| 2022 | Прайм-таймовая художественная премия Эмми   | Лучшая художественная постановка в современной передаче (получасовой хронометраж)      | Анна Зейбель, Бенуа Тетлен и Кристель Мизоннёв (за эпизоды «The Cook, The Thief, Her Ghost and His Lover»; «Scents & Sensibility»; «French Revolution»)  | Номинация |
| 2022 | Премия Общества декораторов Америки         | Лучшее достижение в области декора/дизайна получасового сериала, снятого одной камерой | Кристель Мизоннёв и Анна Зейбель | Номинация |